# Obila defensata
Obila defensata là một loài bướm đêm trong họ Geometridae.